# Nordvågen
Nordvågen is een plaats in de Noorse gemeente Nordkapp, provincie Finnmark. Nordvågen telt 414 inwoners (2007) en heeft een oppervlakte van 0,22 km².